# 芦原会館
芦原会館（あしはらかいかん）は、愛媛県松山市に本部を置く空手道団体の名称である。正式名称は新国際空手道連盟 芦原会館（しんこくさいからてどうれんめい あしはらかいかん、英語: New International Karate Organization, NIKO）。1980年設立。現在では、国内・約160支部、海外・約170支部を展開している。

## 概要
極真会館四国（愛媛）支部長を務めていた芦原英幸が、極真会館を退会（のちに師である大山倍達から永久除名処分）し、1980年9月に設立した。
『サバキ（捌き）』と呼ばれる、芦原が多様な格闘技を参考にして作り上げた技術体系が特徴である。相手の攻撃を受け流して死角に入り込み、時には投げなどを使って敵の体勢を崩しながら打撃を加えて制圧するという実戦を意識した攻防一致のスタイルで、稽古においては二人一組での約束組手を通じ、多様なサバキを体得することを目標としている。
また、芦原の指導した空手は、自衛隊の警務科部隊で訓練されている自衛隊逮捕術に影響を与えた（ただし、自衛隊の一般部隊で訓練されている自衛隊徒手格闘ではない）。
設立当初は、試合を行うと日々の練習が大会ルール用のテクニックに偏り、芦原が求める・求めた空手と異なる体系の技術が身に着いてしまうという考えに基づき、自流主催の公式試合を開催していなかった。その後、円心会館主催のサバキチャレンジが公認され、各支部等で非公式な試合が開催されたり、道場によっては他流派の試合へ積極的に参加するなど、閉鎖的ともとれる方針は徐々に緩んでゆき、2011年より公式世界大会『芦原空手ワールドチャンピオンシップ』が、2022年より国内大会『芦原空手全日本SABAKIトーナメント』が開催されるようになった。2023年には第8回世界大会が、本部道場の所在する愛媛県松山市の愛媛県武道館にて開催された。
芦原英幸亡き現在は芦原の実子・英典が館長職を継承している。英典は2008年、小島一志との共著「芦原英幸伝 我が父、その魂」を発表したが、出版後、インタビュー内容が捏造されているという旨の声明を発表。同著はその後絶版となっている。

## 関連人物
- 二宮城光（元芦原会館米国本部長、現円心会館館長）
- 照尾暢浩（元芦原会館総本部道場指導員、現SDトルネード主宰）
- 石井和義（元極真会館芦原道場大阪支部長、現正道会館宗師）
- 小林由佳（芦原会館西山道場所属）
- 卜部弘嵩（芦原会館西山道場所属、Krush-60kg初代王者）
- 卜部功也（芦原会館西山道場所属）

## 関連団体
- 全日本フルコンタクト空手道連盟（JFKO）
- 全日本空手審判機構（JKJO）